# Tatjana Wiktorowna Sewachina
Tatjana Wiktorowna Sewachina (russisch Татьяна Викторовна Зевахина; * 16. August 1985) ist eine russische Biathletin.
Tatjana Sewachina startete international erstmals bei den Junioren-Weltmeisterschaften 2004 in der Haute-Maurienne und wurde dort 16. des Einzels und des Sprints, 23. der Verfolgung und mit Swetlana Slepzowa und Jewgenija Sedowa Vierte im Staffelwettbewerb. Es dauerte zwei Jahre, bis Sewachina in Langdorf erneut zu internationalen Einsätzen im Rahmen der Junioren-Europameisterschaften 2006 kam. Im Einzel erreichte die Russin des 15. Platz und gewann mit Anna Kunajewa und Jekaterina Schumilowa hinter der Vertretung aus Deutschland die Silbermedaille mit der Staffel. Bei den Wettbewerben der Junioren der Sommerbiathlon-Weltmeisterschaften in Ufa im Sommer des Jahres gewann sie sowohl den Titel im Sprint wie auch in der Verfolgung auf Skirollern.
Seit der Saison 2006/07 tritt Sewachina bei den Frauen im Leistungsbereich an. Ihre ersten Rennen bei den Seniorinnen bestritt sie zum Auftakt der Saison im Rahmen des Biathlon-Europacups in Obertilliach, wo sie im Sprint 14., 17., 19. und 16. wurde und damit immer in die Punkteränge lief. Ihr bestes Resultat in der Rennserie wurde 2009 ein fünfter Rang in einem Sprintrennen in Altenberg. Sewachina startete bei den Sommerbiathlon-Weltmeisterschaften 2007 in Otepää und trat dort im Sprint und in der Verfolgung auf Skirollern an und wurde dort Achte und Sechste. Es folgten Einsätze bei der Militär-Skiweltmeisterschaft 2010 in Brusson, bei denen die Russin 25. des Sprints und mit Olga Anissimowa, Ljubow Petrowa und Marija Sadilowa Vierte in der Militärpatrouille wurde.
National gewann Sewachina bei den Russischen Meisterschaften im Biathlon 2009 hinter Anna Bulygina und Olga Medwedzewa die Bronzemedaille in der Verfolgung, nachdem sie im Sprint schon Vierte war. 2010 gewann sie mit der Vertretung Sibiriens, zu der neben ihr auch Anna Bogali-Titowez, Marija Demidowa und Medwedzewa gehörten, den Meistertitel im Staffelrennen.